# Kordié
Kordié è un dipartimento del Burkina Faso classificato come comune, situato nella provincia  di Sanguié, facente parte della Regione del Centro-Ovest.
Il dipartimento si compone del capoluogo e di altri 15 villaggi: Bantolé, Biho, Danié, Diana, Diou, Kanono, Kiro, Lapou, Ninion, Oualguirga, Pelcia, Pelé, Percoa, Poré e Vivio.